# Národní knihovna

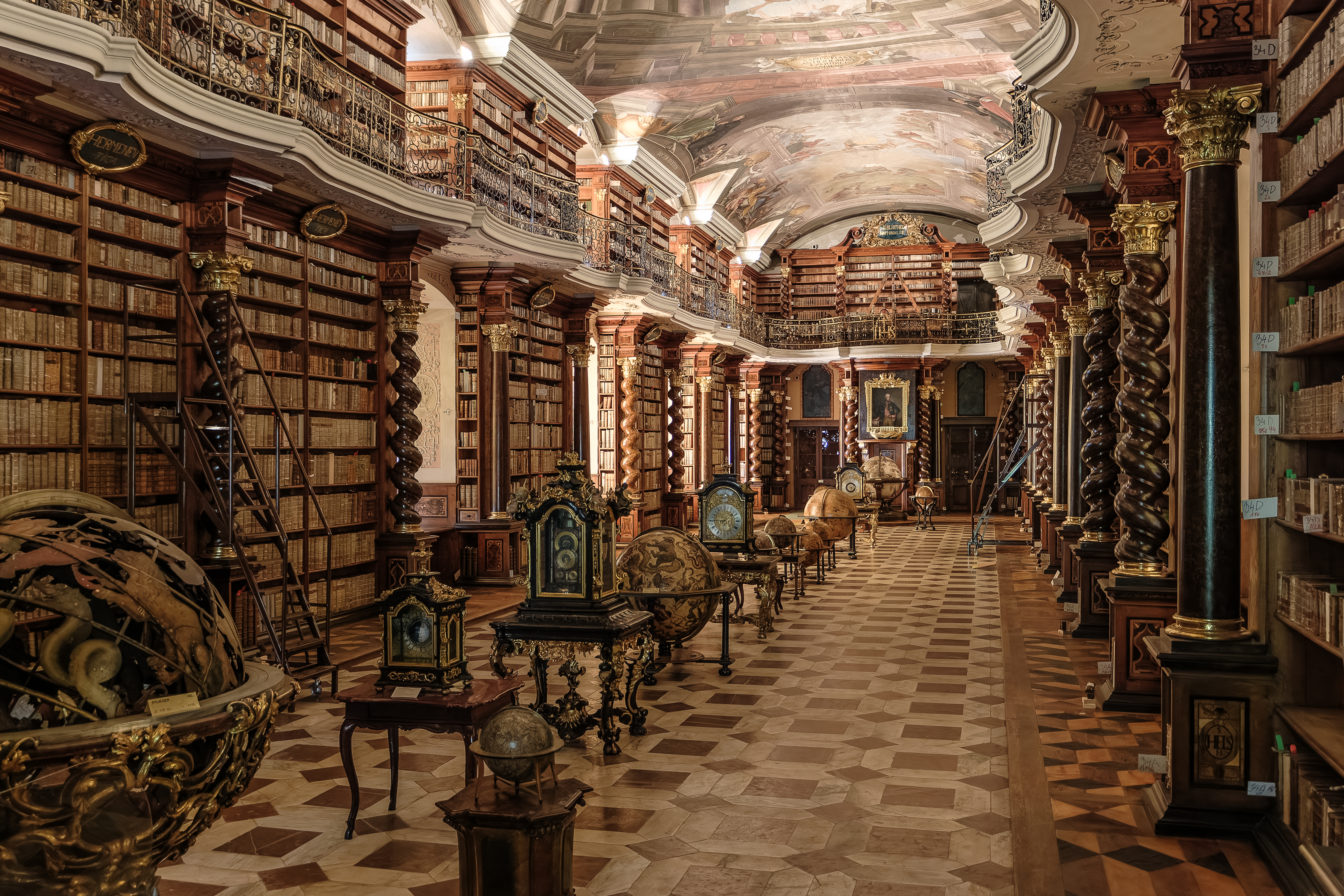
Klementinum, sídlo české Národní knihovny

Národní knihovna je obvykle veřejná instituce, která sbírá a archivuje veškerou literaturu daného státu nebo jazykové oblasti a zařazuje je národní bibliografie.

## Charakteristika
Národní knihovna bývá zpravidla nejvýznamnější knihovnou v dané zemi. Dle definice UNESCO mají národní knihovny často za také úkol získávat nejvýznamnější zahraniční publikace. Národní knihovna také často plní koordinační úlohu knihovnického systému dané země.
Většina států světa má vlastní národní knihovnu (viz Seznam národních knihoven), která bývá často rozdělena do několika sekcí či poboček na různých místech v různých městech.

## Dějiny
Národní knihovny v Evropě vznikaly v době rozvoje národních států na konci 18. století. Jejich největší „rozkvět“ se odehrával v průběhu 19. století „jako vzorová instituce národního sebeuvědomění a vzdělávání“. Německý historik Jörn Leonhard upozorňuje, že tento proces byl vyjádřením současně i motorem souběžné politicko-sociální centralizace, homogenizace a hierarchizace, který zahrnoval také národní mýty, stav vědění a dějnný obraz, a národní knihovnu tudíž označuje za „středobod skrze text vytvořené domněle ideální podoby národa“.

## Národní knihovna v Česku
- Národní knihovna České republiky - hlavní knihovní instituce v Česku, její součástí je též Slovanská knihovna

## Galerie světových knihoven

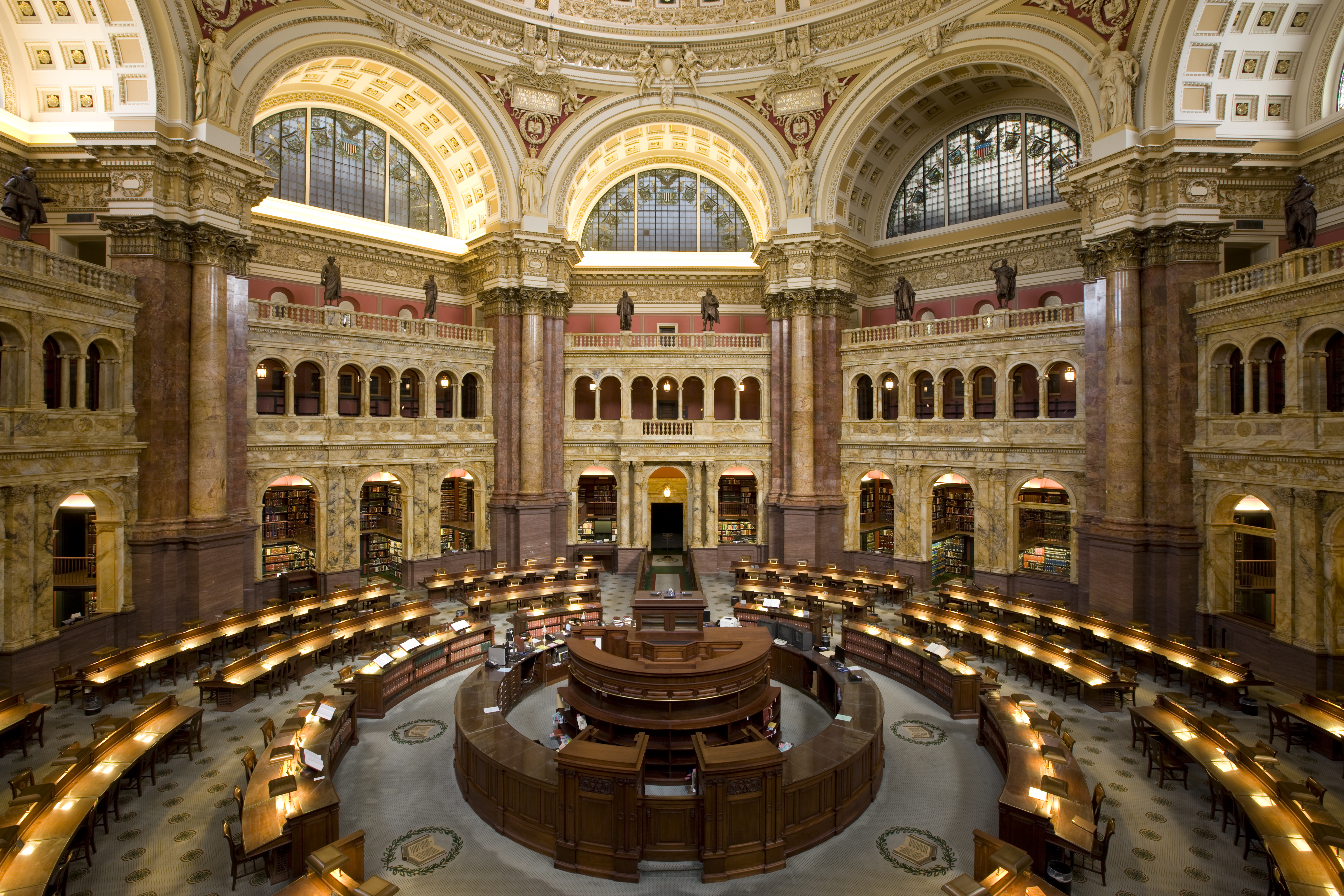
Kongresová knihovna ve Washingtonu, plnící úlohu národní knihovny USA
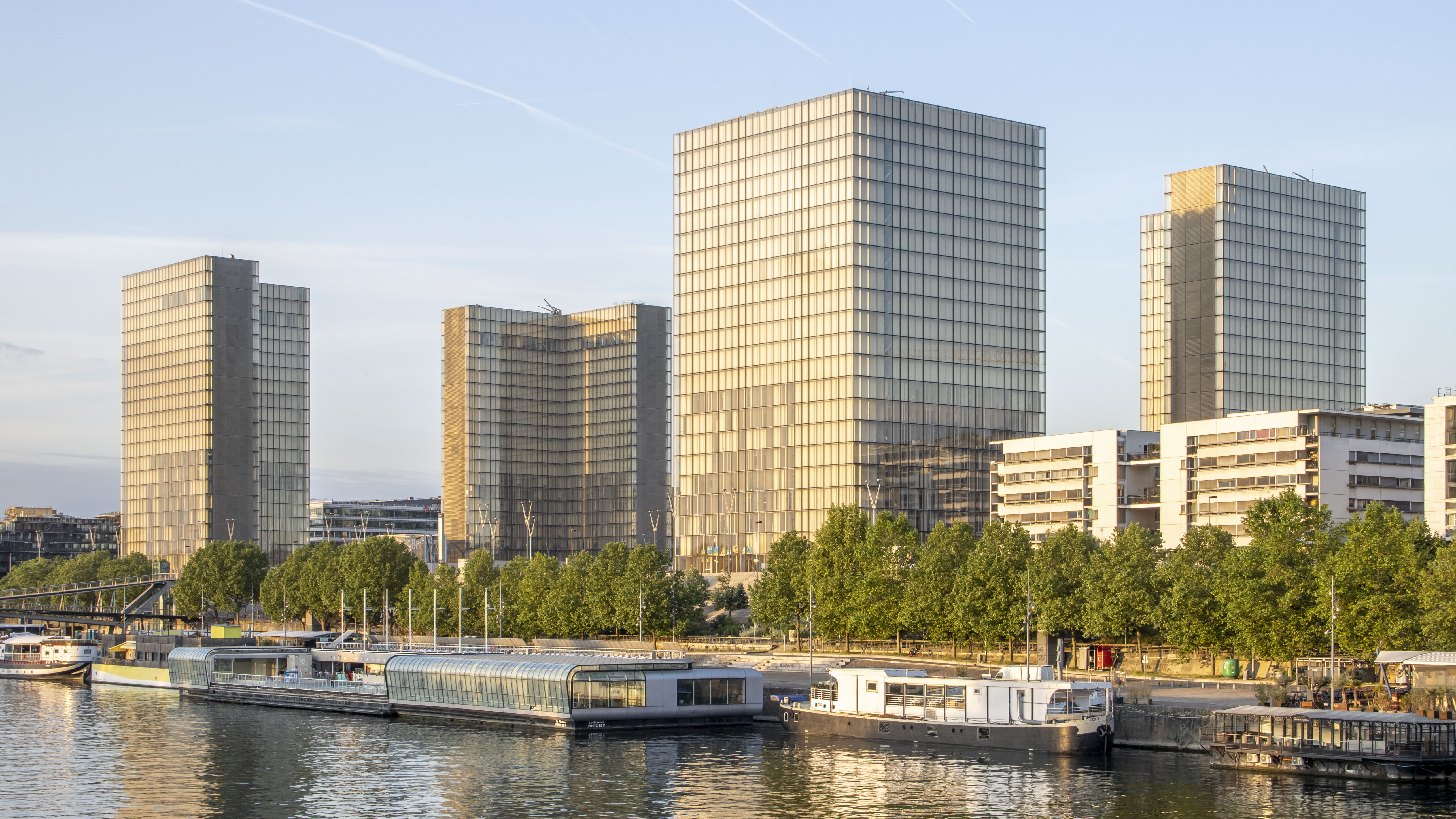
Francouzská národní knihovna v Paříži
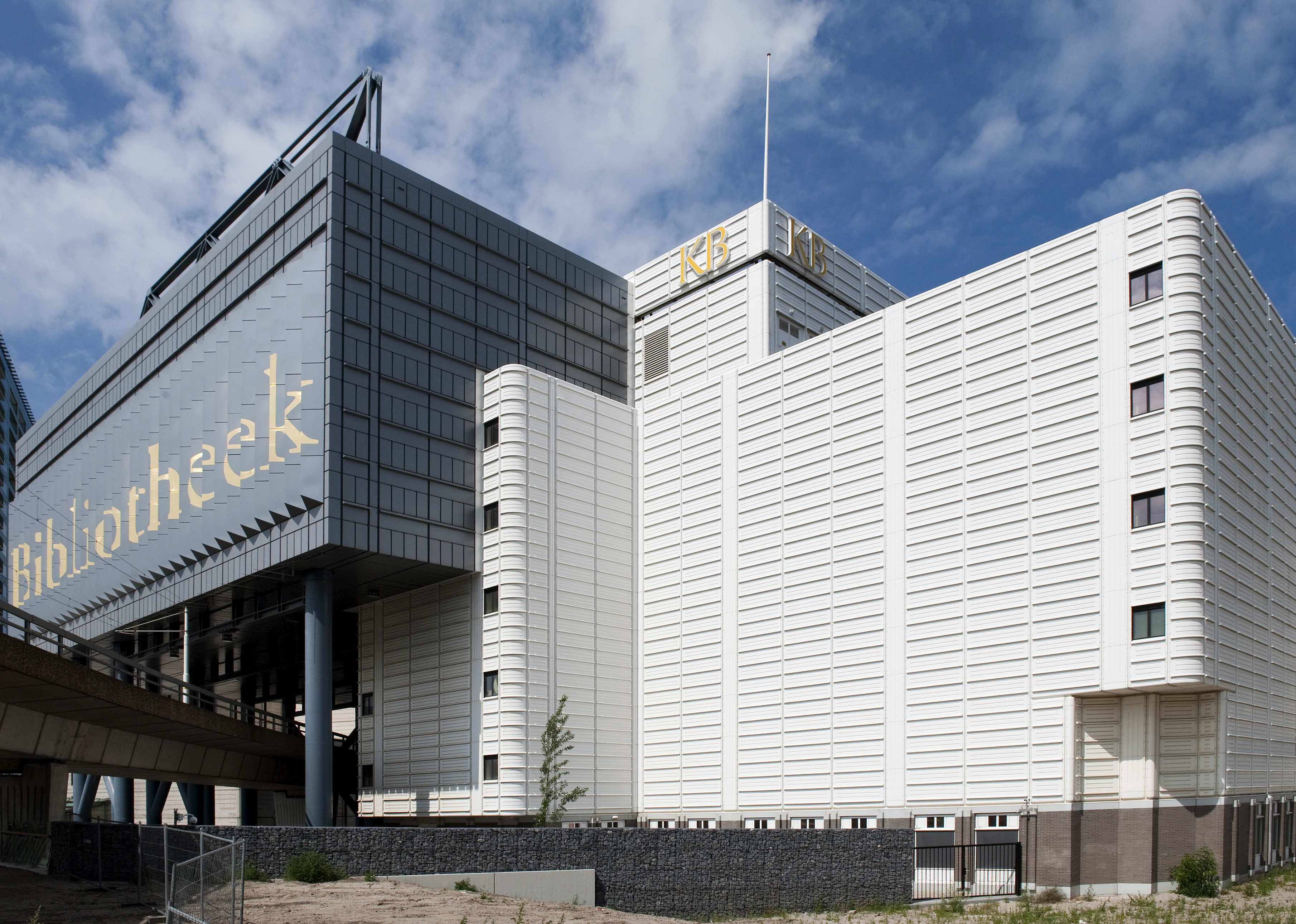
Nizozemská královská knihovna v Haagu
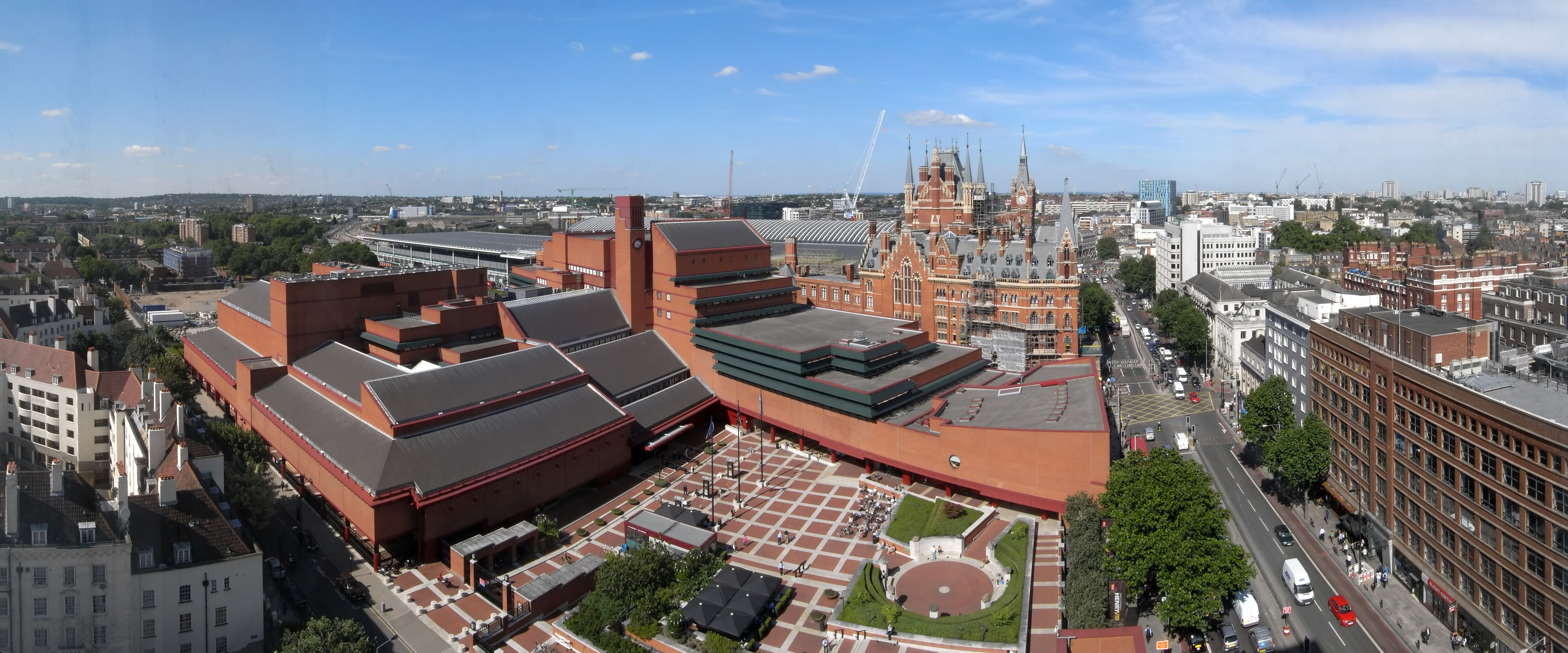
Britská knihovna, národní knihovna Spojeného království Velké Británie a Severního Irska